# Pharmazeutische Gesellschaft der DDR
Die  Pharmazeutische Gesellschaft der DDR  (PhG-DDR) wurde am 15. Mai 1955 in Leipzig als Vereinigung zur „Pflege des wissenschaftlichen Lebens auf dem Gebiet der Pharmazie sowie zur Förderung der Weiterbildung und der interdisziplinären Zusammenarbeit mit medizinischen und naturwissenschaftlichen Fachgebieten“ gegründet.
Am 8. September 1990 trat die PhG-DDR in Berlin der 1890 gegründeten Deutschen Pharmazeutischen Gesellschaft (DPhG) bei.

## Regionale Gesellschaften
Die PhG-DDR hatte sich im Laufe ihrer Geschichte zu einer Dachgesellschaft entwickelt. Es bestanden zuletzt acht regionale Gesellschaften, darunter die Scheele-Gesellschaft. Eine „Gesellschaft für die Geschichte der Pharmazie“ war ebenfalls der Pharmazeutischen Gesellschaft der DDR angeschlossen worden.
Die Mitglieder in der Gesellschaft Pharmaziegeschichte widmeten sich u. a mit der Untersuchung von Ort und Zustand der Gräber berühmter Pharmazeuten wie Johann Wolfgang Döbereiner (* 13. Dezember 1780 in Hof; † 24. März 1849 in Jena), Hermann Hager (* 3. Januar 1816 in Berlin; † 24. Januar 1897 in Neuruppin), Heinrich Wilhelm Ferdinand Wackenroder (* 8. März 1798 in Burgdorf; † 4. September 1854 in Jena), Hermann Thoms (* 20. März 1859 in Neustrelitz; † 28. November 1931 in Berlin), Carl Friedrich Wilhelm Meißner (* 2. Juli 1792 in Halle; † 30. April 1853 Halle/Saale), Johann Friedrich August Göttling (* 5. Juni 1753 in Derenburg; † 1. September 1809 in Jena), Friedrich Albrecht Carl Gren (* 1. Mai 1760 in Bernburg; † 26. November 1798 in Halle (Saale)), Rudolf Boehm, (* 19. Mai 1844 in Nördlingen; † 19. August 1926 in Bad Kohlgrub; Grabstätte auf dem Südfriedhof in Leipzig), Friedlieb Ferdinand Runge (* 8. Februar 1794 in Hamburg-Billwerder; † 25. März 1867 in Oranienburg), Theodor Fontane (* 30. Dezember 1819 in Neuruppin; † 20. September 1898 in Berlin) und Sigismund Friedrich Hermbstädt (* 14. April 1760 in Erfurt; † 22. Oktober 1833 in Berlin).

## Ehrungen
Die PhG-DDR verlieh als Auszeichnungen
- die Ehrenmitgliedschaft
- die Döbereiner-Medaille (zur Erinnerung an Johann Wolfgang Döbereiner) zusammen mit einer Urkunde nebst Begründung
- den Preis zur Förderung des wissenschaftlichen Nachwuchses
- Ehrenurkunde des Präsidiums.

### Döbereiner-Medaille
Die Döbereiner-Medaille besteht aus Bronzeguss und wurde um 1965 von Gerhard Lichtenfeld entworfen im Auftrage des Sekretariats der Pharmazeutischen Gesellschaft der DDR – unter der Präsidentschaft Walter Poethkes – von dem seinerzeitigen Generalsekretär Lothar Reppel in Halle (Saale). Auf der der Vorderseite der runden Medaille, zu der ein quadratisches Etui aus Pappe gehörte, ist das nach links gerichtete Brustbild des deutschen Chemikers abgebildet und dessen Vor- und Zuname in Großbuchstaben sowie seine Lebenszeit angegeben. Die dreizeilige Inschrift auf der Rückseite lautet: FÜR VERDIENSTE AUF DEM GEBIET DER PHARMAZIE und es ist als Medaillenstifter die „Pharmazeutische Gesellschaft der Deutschen Demokratischen Republik“ ebenfalls in Versalien genannt.
Revers befindet sich auch die Medaillensignatur des Künstlers „GL“. Die Etui-Medaille hat einen Durchmesser von 94 Millimeter.

### Medailleninhaber
Zu den ersten mit Döbereiner-Medaille Geehrten gehörte 1965 der Professor mit Lehrstuhl für Pharmazie u. Lebensmittelchemie am damaligen Institut für Pharmazie und Lebensmittelchemie sowie kommissarische Institutsdirektor (1965–1966) an der Fakultät für Mathematik und Naturwissenschaften der Friedrich-Schiller-Universität Jena Walter Poethke (* 30. Mai 1900; † 30. Januar 1990).
Für seine hervorragenden Verdienste als Forscher und pharmazeutischer Hochschullehrer, im Besonderen wegen seiner Arbeiten zur Arzneimittel-Synthese sowie ehrenamtlichen Tätigkeit als langjähriger Vorsitzender der Scheele-Gesellschaft, wurde der Professor für Pharmazeutische Chemie Harald Bräuniger am 24. Mai 1968 mit der Döbereiner-Medaille geehrt.
Der Pharmazeut und Naturstoffchemiker Peter Nuhn, der heute als Nestor der Pharmazeutischen Chemie in Deutschland gilt und damals als Dozent an der Universität Leipzig wirkte, wurde am 23. Oktober 1978 durch den damaligen Präsidenten der Pharmazeutischen Gesellschaft der DDR, Lothar Reppel, mit der Döberreiner Medaille ausgezeichnet „in Anerkennung seiner Verdienste in der Pharmazeutischen Wissenschaft und als Sekretär der Arbeitsgemeinschaft Arzneimittelsynthese und Arzneipflanzenforschung.“

## Präsidenten
Die Gesellschaft leitete gemäß der Satzung ein Präsidium, das von einer Delegiertenversammlung gewählt wurde. Der Vorsitzende des Präsidiums führte den Titel „Präsident“. Ihm stand der Generalsekretär zur Seite. Vier Präsidenten standen von in den Jahren von 1955 bis 1990 der PhG-DDR vor:
- Johannes Valentin[9] von 1955 bis 1958
- Walter Poethke[10][11] von 1958 bis 1968
- Lothar Reppel von 1968 bis 1982
- Joachim Richter[12] von 1982 bis 1990.

Der Präsident wurde von Vizepräsidenten vertreten. In der vierjährigen Wahlperiode von 1978 bis 1982 vertraten Joachim Richter, Direktor des Instituts für Arzneimittelwesen der DDR, und Günter Wagner von der Leipziger Universität, Bereichsleiter in der Sektion Biowissenschaften, den Präsidenten.

## Fachzeitschrift „Die Pharmazie“
Die Pharmazeutische Gesellschaft der DDR gab die Fachzeitschrift Die Pharmazie heraus, der auch das Mitteilungsblatt der PhG-DDR beigefügt war. 1970 wurde die Zeitschrift Die Pharmazie offizielles „Organ“ der Gesellschaft. Bis dahin gaben die beiden deutschen Gesellschaften in enger Zusammenarbeit das Archiv und die Beilage unter dem Titel Mitteilung der Deutschen Pharmazeutischen Gesellschaft und der Pharmazeutischen Gesellschaft in der DDR, wie die PhG-DDR bei ihrer Gründung hieß, gemeinsam heraus. Im Redaktionskollegium der Zeitschrift Die Pharmazie arbeiteten Ulrich Bogs (Halle/Saale), Harald Bräuniger (Rostock), Horst Burghardt (Berlin), Egon Hannig (Halle/Saale), Fritz Marquardt (Erfurt), Kurt Mothes (Halle/Saale), Siegfried Pfeifer – Chefredaktion – (Berlin), Walter Poethke (Jena), Roland Pohloudek-Fabini (Greifswald), Lothar Reppel (Halle/Saale), Joachim Richter (Berlin), Paul Sadowski (Berlin), Ulrich Schneidewind (Berlin), Rudolf Voigt – Chefredaktion – (Berlin), Günter Wagner (Leipzig) mit. Verlagsort war Berlin (Ost).